# Зорі типу W Великої Ведмедиці
Зорі типу W Великої Ведмедиці, або змінні типу W Великої Ведмедиці, (GCVS-позначення: EW) — це маломасивні короткоперіодичні фотометричні подвійні, в яких обидві зорі заповнили свою порожнину Роша. Такі зорі оточені спільною оболонкою, яка обертається синхронно з рухом зір. Прототипом цього виду змінних є W Великої Ведмедиці.

## Огляд
Зорі типу W Великої Ведмедиці переважно мають спектральні класи від F до K, а їх компоненти — приблизно однакову яскравість за різної маси. Період обертання становить менше доби, й у більшості зір цього типу лежить між 0,22 та 0,8 доби. Амплітуда в видимому світлі становить менше 0,8 зоряних величин, а обидва мінімуми за яскравістю практично не відрізняються. Загальна маса подвійної системи типу W Великої Ведмедиці не перевищує 2,5 мас Сонця.
На відміну від дискретних кривих яскравості класичних затемнювано-подвійних зір, крива яскравості зорі типу W Великої Ведмедиці змінюється плавно та постійно. Це спричинено еліпсоїдальною формою зір системи, яка утворилася внаслідок взаємного гравітаційного викривлення близько розташованих зір. Однак, крива яскравості все ж повторюється не ідеально точно, за рахунок короткого періоду та конвективної передачі енергії при зоряній активності в оболонці. При цьому часто спостерігаються зоряні плями та спалахи (флери).
Характерним для зір типу W Великої Ведмедиці є незмінний показник кольору протягом усього періоду. Цю ознаку застосовують для відокремлення зір типу W Великої Ведмедиці від пульсуючих змінних, наприклад змінних типу δ Щита та змінних типу RR Ліри. Постійний показник кольору вказує на майже однакову температуру поверхні двох зір із різними масами. Це є порушенням теореми Фогта—Рассела, згідно з якою радіус та світність зорі визначається лише її масою та хімічним складом. За поточною теорією вважається, що подвійна зоря W Великої Ведмедиці має спільну оболонку і це призводить до однакової температури поверхні.
Зорі цього типу є поширеним типом змінних зір — у нашій Галактиці до нього належать близько 1% зір головної послідовності спектральних класів від F до K.
Масивніший компонент подвійної системи цього типу перебуває на головній послідовності, а компонент меншої маси має радіус до 7 разів більший, ніж у одиночної зорі тієї ж маси та хімічного складу. Збільшений діаметр може бути результатом конвективного переносу енергії від головної зорі на менший компонент.

## Класифікація
Зорі типу W Великої Ведмедиці поділяють на два підтипи:
- Підтип A: Масивніша з зір має більший радіус та вищу ефективну температуру, ніж другий компонент системи; обидві зорі мають температуру поверхні, вищу за сонячну, спектральний клас A або F та орбітальний період 0,4-0,8 доби;
- Підтип W: Масивніша із зір має більший радіус та нижчу ефективну температуру; обидві зорі мають спектральні класи G або K та орбітальний період 0,22-0,4 доби;

Деякі дослідники пропонують виділити підтип H: системи, які мають співвідношення мас q = M1 / M2 більше за 0,72. У таких подвійних зорях передача енергії між двома компонентами є дуже неефективною.

## Ефект О'Коннела
У багатьох контактних подвійних зір, і особливо — у зір типу W Великої Ведмедиці, спостерігається ефект О'Коннела, коли максимум кривої яскравості має різну величину (різниця становить до 0,1 зоряної величини). Асиметрія у зміні яскравості тим більша, чим більше витягнуті зорі та чим більше співвідношення їх радіусів. Ефект частково пояснюється наслідками гарячих спалахів між двома зорями при обміні масою, зоряними плямами на компонентах та наявністю кільця навколозоряної речовини довкола затемнювано-подвійних зір. Це супроводжується так званим W-феноменом — у більшості зір типу W Великої Ведмедиці глибший мінімум  спостерігається, коли менший компонент затемнюється масивнішим. Явище пояснюється накопиченням зоряних плям на головному компоненті, через що середня температура його фотосфери стає нижчою, ніж у меншого компонента.

## Еволюція
Зорі типу W Великої Ведмедиці та інші контактні системи не трапляються ні на ділянках зореутворення, ні в молодих розсіяних скупченнях. Натомість вони часто трапляються в старих розсіяних скупченнях віком більше 1 мільярда років та в старих кулястих скупченнях віком до 12 мільярдів років. Вважається, що контактні подвійні зорі виникають під час тривалого процесу т.зв. «магнітної втрати обертального моменту»: оскільки навіть у тих тісних подвійних зоряних системах, де зорі ще розділені, обертання зір пов'язане, тривалість обертання цих зір може бути лише однаковою з орбітальним періодом у декілька днів. Доки на поверхні пізньої зорі домінує конвективна передача енергії, утворюються глобальні магнітні поля. Речовина зоряного вітру іонізується, «вмерзає» в магнітному полі та мусить слідувати за обертанням зорі. Ця захоплена речовина зменшує обертальний момент подвійної системи, внаслідок чого відстань між двома зорями зменшується доти, доки вони не утворять спільну оболонку. У масивніших зорях типу W Великої Ведмедиці домінує ядерний розвиток — після вичерпання запасів водню у термоядерних процесах зоря розширюється, щоб зберегти гідростатичну рівновагу, і вступає в контакт із другим компонентом системи. Такий шлях розвитку характерний для зір типу W Великої Ведмедиці підтипу A. При обох шляхах еволюції, подвійні зоряні системи будуть контактувати та обмінюватися речовиною лише 10% характерної для них тривалості існування ~8 млрд.років. Співвідношення мас не може бути меншим 1/10.
Внаслідок постійного обміну речовиною та енергією між двома зорями системи в одній оболонці, загальний обертальний момент системи продовжує зменшуватись. Відповідно, зменшується й відстань між зорями, доки вони остаточно не зливаються. У процесі злиття тісної подвійної зоряної системи в одну зорю виділяється багато енергії, що спостерігається як яскрава червона нова. У випадку з V1309 Скорпіона було задокументовано змінність оболонки перед спалахом. Вважається, що в результаті яскравої червоної нової утворюється одна зоря, що швидко обертається й складається з речовини двох компонентів подвійної зорі-попередника. Такі зорі є змінними типу FK Волосся Вероніки чи блакитними приблудами.

## Розподіл періодів
Розподіл орбітальних періодів таких контактних систем має максимум у 0,37 доби. Чим менший період, тим швидше падає кількість відомих зір такого типу, і на 2011 рік не було відомо жодної зорі такого типу з періодом, меншим 0,21 доби. Такий розподіл пояснюється наслідками нестабільної передачі мас — у такій тісній подвійній системі при втраті маси головною зорею її радіус зростає швидше, ніж межа Роша у подвійній системі. У результаті з наближенням до нижньої межі орбітального періоду відбувається експоненційне зростання масобміну. Це веде до швидкого злиття компонентів подвійної системи в одну зоря, яка швидко обертається.
Пошук контактних короткоперіодичних систем за допомогою експерименту SuperWASP показав, що лише 3 з 53 систем показують значне скорочення орбітального періоду. Це скорочення періоду може бути спричинено як магнітною взаємодією, так і випромінюваними гравітаційними хвилями. Однак, така невелика кількість подвійних систем з врешті-решт нестабільним переносом маси є проблемою для поточних гіпотез, а також не є статистично значущою, оскільки виявлена приблизно така ж кількість контактних систем зі значним уповільненням орбітального періоду.
Для подвійних систем, що складаються з червоних карликів головної послідовності, найкоротший орбітальний період не обмежується величиною 0,21 доби — знайдено навіть розділені подвійні системи з періодом, меншим цієї межі, а найкоротший відомий період у контактній системі з двох червоних карликів становить 0,112 доби. Раніше припускалось, що за час, який минув від утворення нашої Галактики два червоні карлики ще не могли втратити достатньо обертального моменту, аби досягти такого короткого періоду. Предметом сучасних досліджень є вивчення питання, чи червоні карлики в таких системах набули швидкого обертання внаслідок спільної зоряної активності, чи вони є дуже тісними подвійними системами від самого утворення.

## Зміни періодичності
Орбітальні періоди контактних систем, виміряні як відстань між двома мінімумами, змінюються з амплітудою до 0,01 доби з квазіперіодом до декількох сотень діб. Виділяють три можливі причини таких змін періоду:
- Обмін речовиною між компонентами чи/або втрата маси системою;
- Обертання лінії апсид;
- Наявність у системі третього тіла (коричневого карлика або масивної планети).

Ще одним варіантом може бути наявність на поверхні плям, які мають нижчу температуру, за умови диференційного (тобто, залежного від широти) обертання зорі: якщо екваторіальні ділянки обертаються швидше приполярних, то плями матимуть дещо відмінний період появи.

## Приклади
| Позначення (назва)  | Сузір'я          | Відриття       | Зоряна величина (максимум) | Зоряна величина (мінімум) | Амплітуда | Період      | Спектральні класи (затемнювані компоненти) | Коментар                                  |
| ------------------- | ---------------- | -------------- | -------------------------- | ------------------------- | --------- | ----------- | ------------------------------------------ | ----------------------------------------- |
| AB Андромеди        | Андромеда        |                | 10m.40                     | 11m.27                    | 0,87      | 0,3319 d    | G5+G5V                                     |                                           |
| S Насоса            | Насос            | Пол, 1891      | 6m.27                      | 6m.83                     | 0,56      | 0,6483489 d |                                            |                                           |
| 44 (i Волопаса)     | Волопас          |                | 5m.8                       | 6m.4                      | 0,6       | 0,2678159 d | G2V + G2VBoö                               | потрійна система                          |
| TU Волопаса         | Волопас          |                | 11m.8                      | 12m.5                     | 0,7       |             |                                            |                                           |
| VW Цефея            | Цефей            |                | 7m.23                      | 7m.68                     | 0,45      | 0,278 d     | G5+K0Ve                                    |                                           |
| WZ Цефея            | Цефей            |                | 11m.4                      | 12m.0                     | 0,6       | 0,41744 d   | F5                                         | можливо, є третій супутник                |
| ε Південної Корони  | Південна Корона  |                | 4m.74                      | 5m.0                      | 0,26      | 0,5914264 d |                                            |                                           |
| SX Ворона           | Ворон            |                | 8m.99                      | 9m.25                     | 0,26      | 0,32 d      | F7V + ?                                    |                                           |
| V1191 Лебедя        | Лебідь           |                | 10m.82                     | 11m.15                    | 0,33      | 0,31 d      | F6V + G5V                                  |                                           |
| V571 Дракона        | Дракон           | Баркін, 2018   | 14m.43                     | 14m.77                    | 0,34      | 0,428988 d  |                                            |                                           |
| XY Лева             | Лев              |                | 9m.45                      | 9m.93                     | 0,48      | 0,284 d     | K0V+K0                                     |                                           |
| CE Лева             | Лев              |                | 11m.8                      | 12m.6                     | 0,8       | 0,303 d     |                                            |                                           |
| TV Живописця        | Живописець       | Фершурен, 1987 | 7m.37                      | 7m.53                     | 0,16      | 0,85 d      |                                            |                                           |
| Y Секстанта         | Секстант         |                | 9m.81                      | 10m.23                    | 0,42      | 0,42 d      |                                            | можливо, два супутники дозоряної маси     |
| W Великої Ведмедиці | Велика Ведмедиця |                | 7m.75                      | 8m.48                     | 0,73      | 0,3336 d    | F8Vp + F8Vp                                | прототип, можливо потрійна зоряна система |